# Самаро-Івановка
Сама́ро-Іва́новка (рос. Самаро-Ивановка, башк. Һамар-Ивановка) — присілок у складі Мелеузівського району Башкортостану, Росія. Входить до складу Первомайської сільської ради.
Населення — 320 осіб (2010; 365 в 2002).
Національний склад:
- росіяни — 50%
- башкири — 47%